# Prinz Eugen (1938)
Prinz Eugen — важкий крейсер класу Admiral Hipper, збудованим напередодні початку Другої світової війни для Крігсмаріне Третього Райху.
Корабель було названо на честь австрійського полководця Євгена Савойського. Після аншлюсу Австрії таким чином намагались показати збереження традицій Ц.к. військового флоту у німецькому Крігсмаріне. Через те, що Італія була союзником Третього Райху крейсер не наважились назвати на честь найвідомішого австрійського адмірала Вільгельма фон Теґеттгоффа, відомого перемогою над італійцями у битві біля Лісси. Тому 22 листопада 1942 було проведено урочистий акт передачі з Італії корабельного дзвона австро-угорського лінкору SMS Tegetthoff. Після війни дзвін був збережений й 23 липня 1973 урочисто передана з ФРН до Австрії.

## Історія

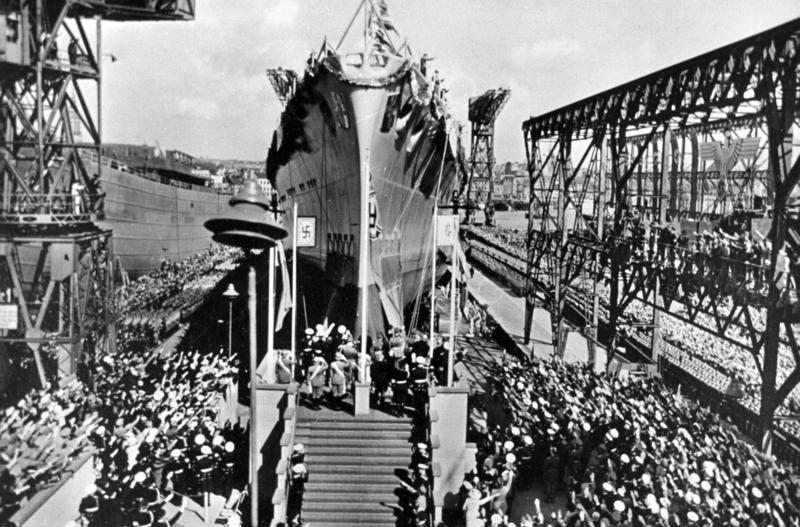
спуск крейсера на воду

«Prinz Eugen» був третім кораблем серії й останнім прийнятим до складу флоту після початку війни. Під час спуску на воду 22 серпня 1938 хресною матір'ю крейсера була дружина Міклоша Горті Магдолна на знак того, що угорець був капітаном ц.к. лінкору Prinz Eugen у Першій світовій війні. Крейсер називали «Щасливим принцом», оскільки він виходив без значних пошкоджень з усіх операцій, в яких брав участь. Під час добудови 2 липня 1940 у каналі корабельні Кіля був пошкоджений бомбою.

### Операція Rheinübung

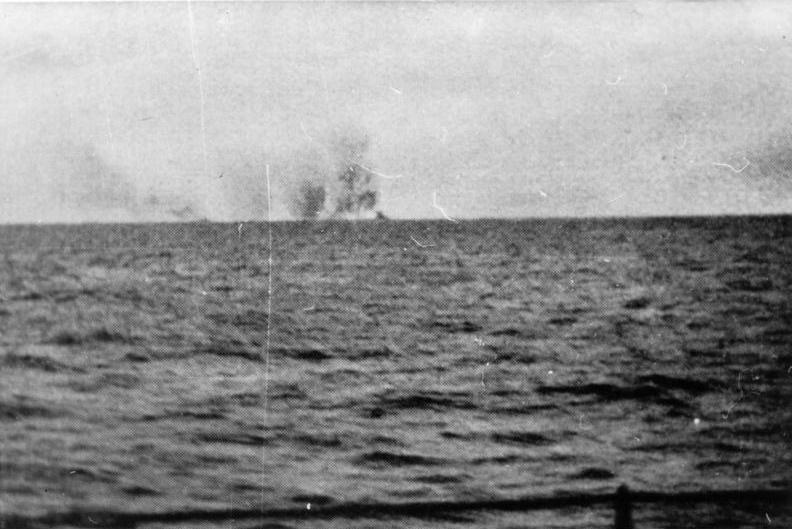
Вибух на «Hood»

18 травня 1941 вийшов з Готенгафена разом з лінкором «Bismarck» для прориву з Балтики до Атлантики. Їхній похід було рано виявлено і за ними було надіслано значні сили британського флоту. 24 травня 1941 відбувся їхній бій з британськими кораблями Королівського флоту. Внаслідок першого влучання 203-мм набою з «Prinz Eugen» лінійний крейсер HMS Hood загорівся, а після залпу «Бісмарка» затонув. Лінійний корабель «HMS Prince of Wales» отримав 4 влучання з «Бісмарка», 3 — з «Принца Ойгена» й рятувався втечею за димовою завісою. Крейсер HMS Suffolk перебував за межею обстрілу. «Prinz Eugen» не отримав жодних пошкоджень, а «Bismarck» отримав ушкодження носового резервуара і не міг більше розвивати швидкість 30 вузлів через забруднення палива морською водою. Залишаючи за собою масляний слід він попрямував до Бреста. О 18:34 «Prinz Eugen» отримав наказ діяти самостійно. Через технічні негаразди змушений був 1 червня зайти до порту Брест.

### Операція Cerberus
У Бресті 8 липня 1941 був значно пошкоджений бомбою, загинуло 60 моряків. Ремонт тривав до середини грудня. На початку січня 1942 Гітлер наказав повернути до портів Німеччини великі кораблі: «Prinz Eugen», лінкори «Gneisenau», «Scharnhorst». Під прикриттям малих кораблів, літаків Люфтваффе з 11 по 13 лютого 1942 їм вдалось прорватись найкоротшим шляхом через Ла-Манш. Це був перший прохід ворожого флоту Ла-Маншем з XVI ст. «Prinz Eugen» єдиний з кораблів не отримав жодних пошкоджень.

### Операції Sportpalast і Zauberflöte

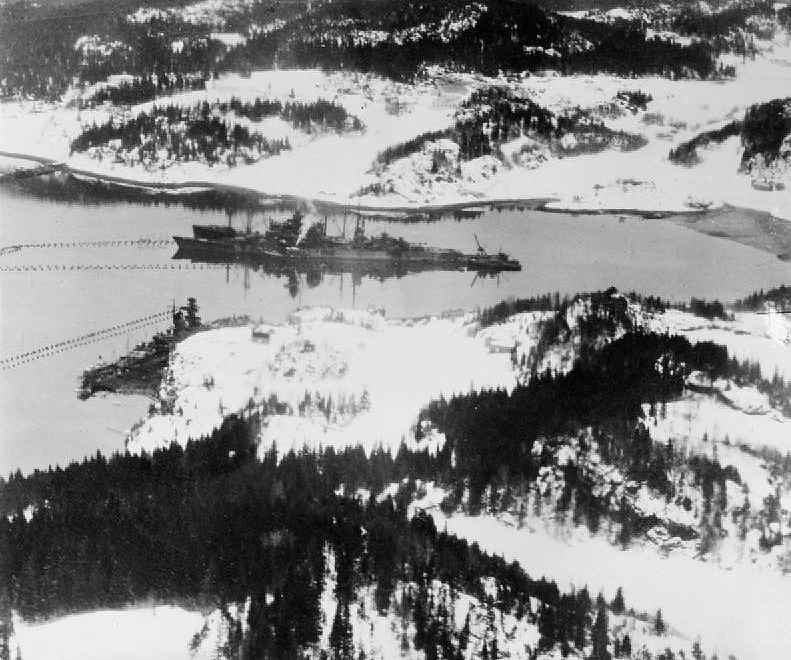
«Prinz Eugen» і «Admiral Scheer» у Лофіорді. 1942

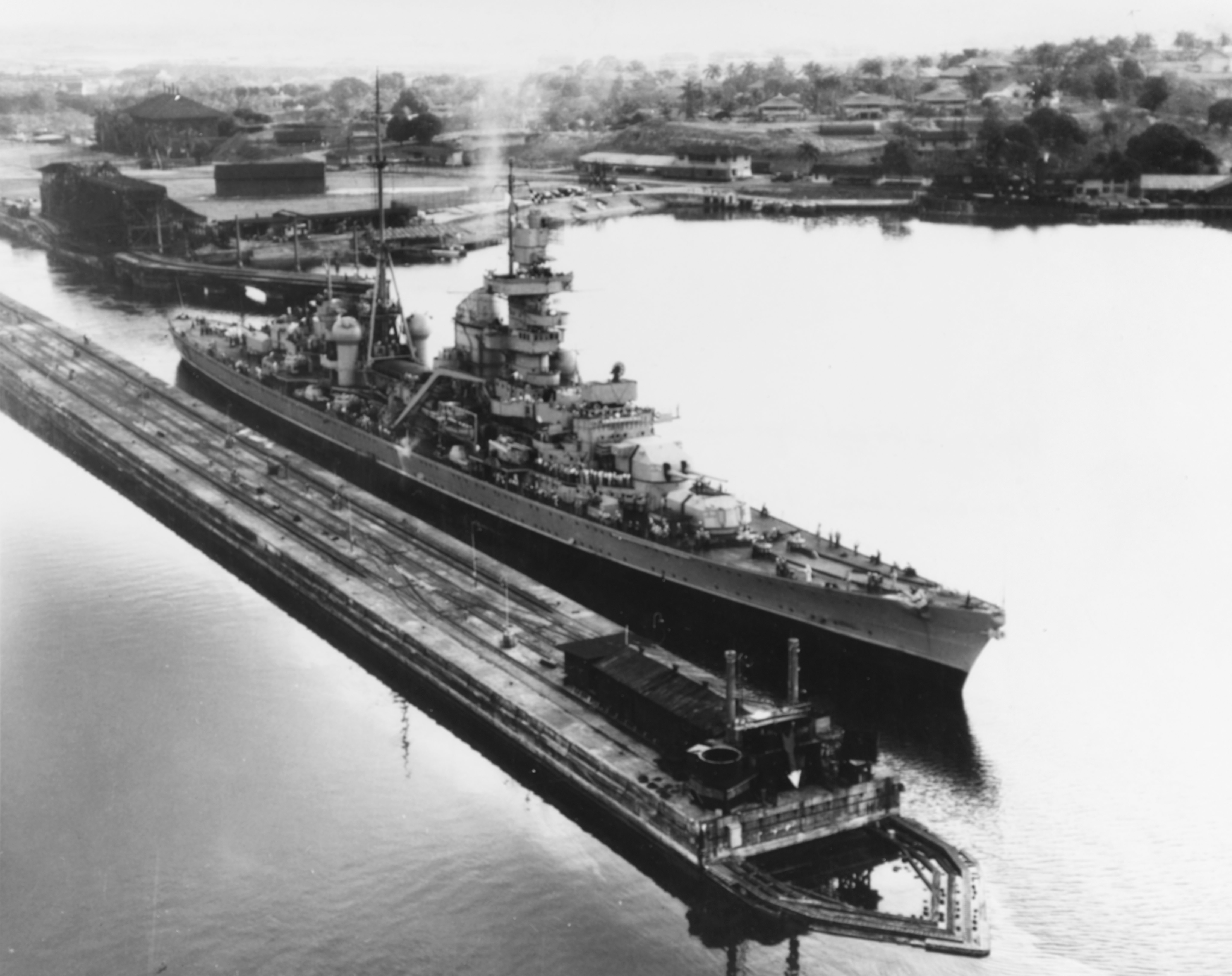
Prinz Eugen у Панамському каналі

«Prinz Eugen» був спрямований до Тронгейму, Нарвіку разом з «Admiral Scheer», 5 есмінцями, 2 торпедними човнами. 23 лютого 1942 був торпедований британським підводним човном HMS Trident, отримав значні пошкодження корми. У Лофйорді до 16 травня 1942 його ремонтував допоміжний корабель Huascaran. Після повернення до Кіля на Deutsche Werke отримав нову корму.
У січні 1943 після провалу операції Regenbogen став навчальним кораблем. У серпні 1944 підтримував з моря частини на Східному фронті під Тукумсом. У жовтні 1944 повернувся до Готенгафена, де за поганої видимості протаранив крейсер «Leipzig». До кінця року підтримував вогнем війська біля Сааремаа, Кьонігсбергу, Данцігу, брав участь у евакуації населення Східної Прусії. 20 квітня 1945 зайшов до Копенгагену, де залишився через брак пального.
Був єдиним великим кораблем Крігсмаріне, що вцілів до закінчення війни. У травні 1945 переведений до Вільгельмсгафен, де був переданий американцям. У січні 1946 переведений до Філадельфії з 574 німецькими моряками, що його обслуговували. З нього зняли для вивчення гармати головного калібру, зенітні гармати, далекоміри, катапульту, радар, гідрофон. 1 травня 1946 перевели через Панамський канал до Сан-Дієго, звідти на буксирі — до Гонолулу, де відпустили останніх 134 німецьких моряків.

### Crossroads

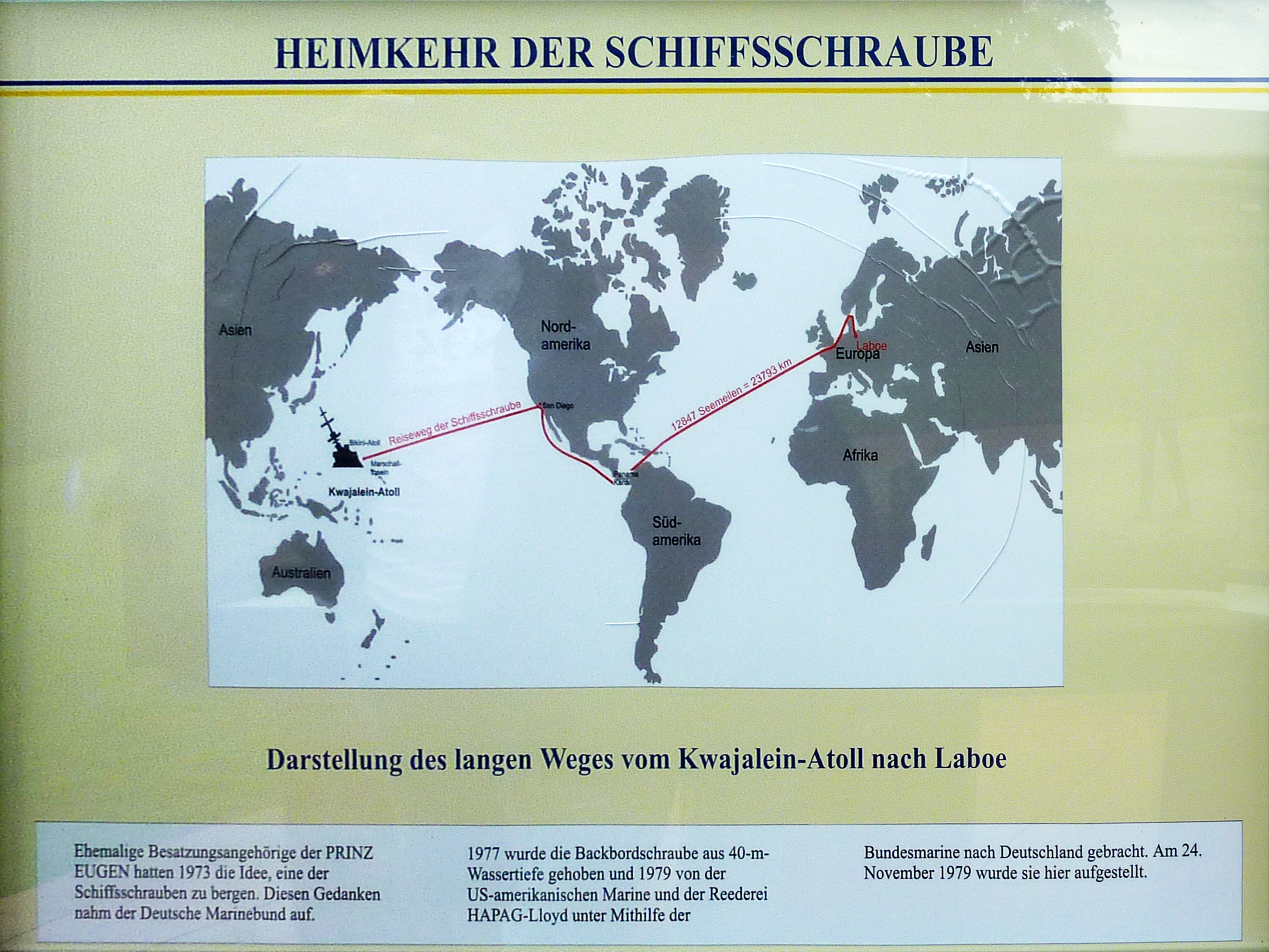
Перехід крейсера до місця загибелі

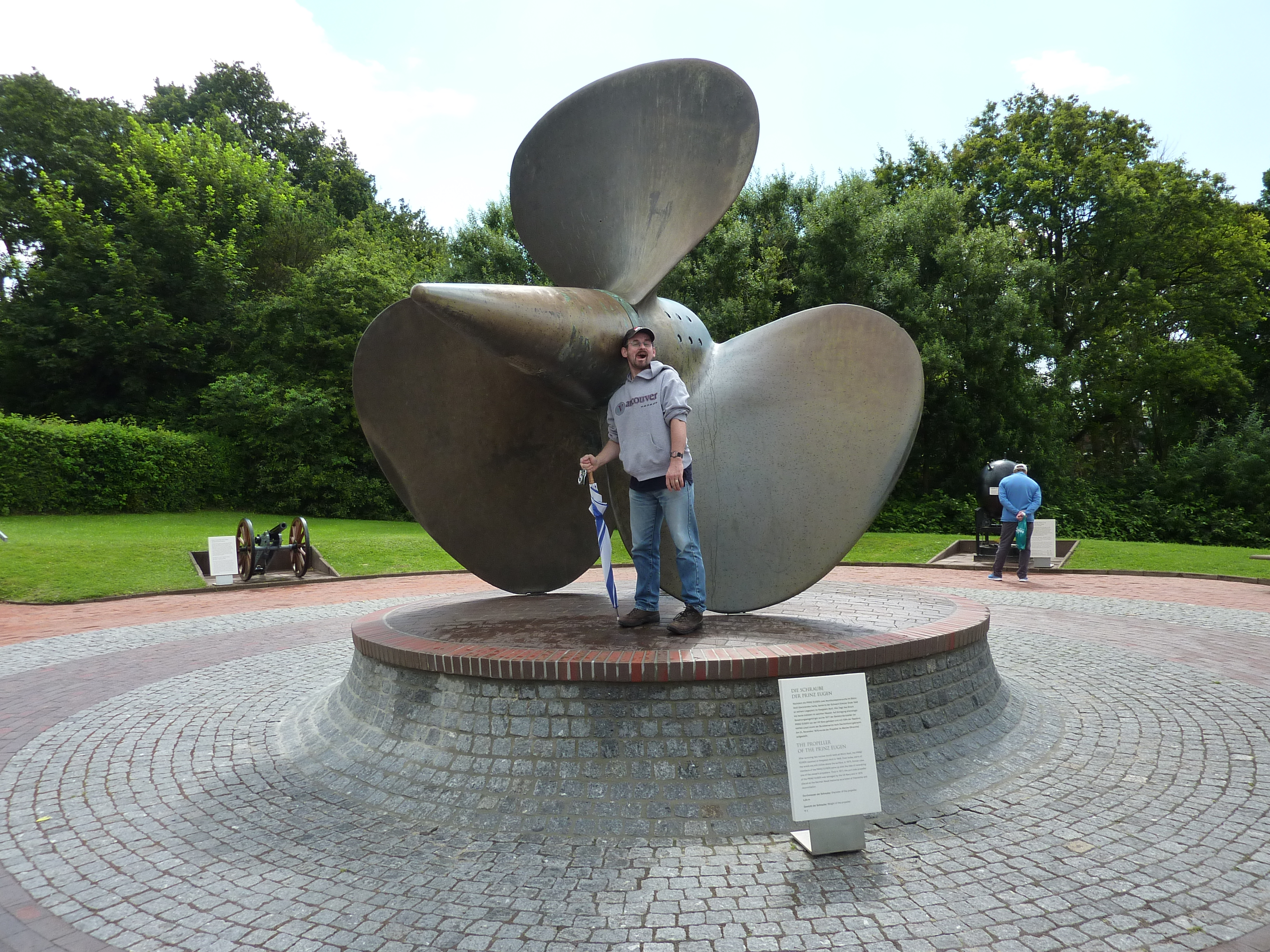
Гвинт крейсера

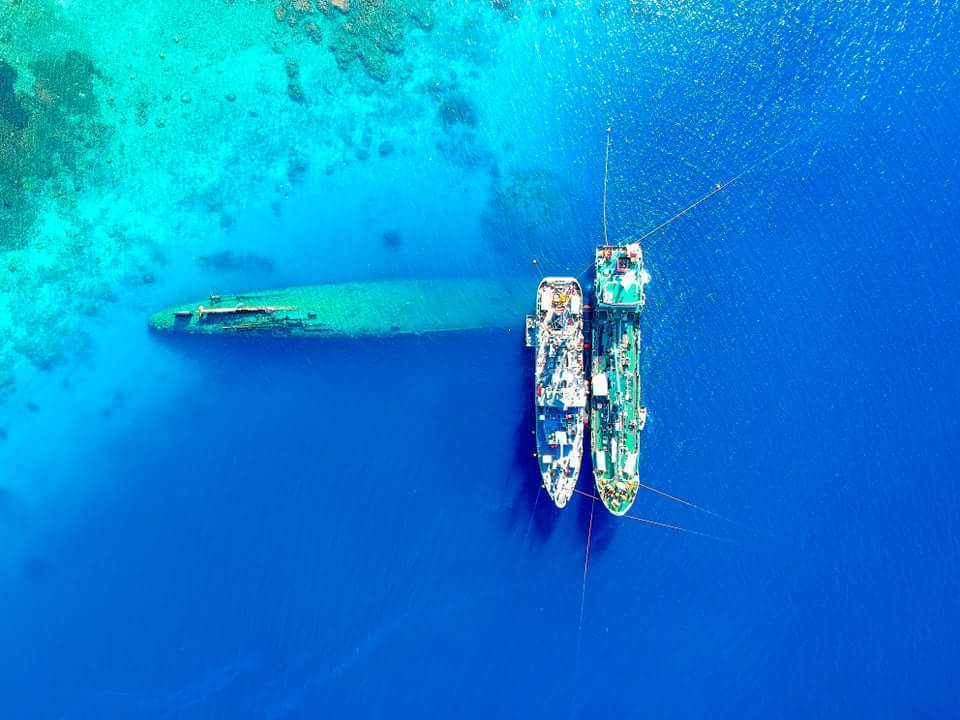
Перевернутий «Принц Ойген» (вересень 2018).

Крейсер перевели до атолу Бікіні, де він перебував за милю від епіцентрів ядерних вибухів: повітряного 1 липня, підводного 25 липня 1946. Корабель не затонув, зовні не отримав значних пошкоджень, але вийшли з ладу сальникові ущільнення валів гребних гвинтів, помпи. Був відведений до атолу Кваджалейн, де 16 грудня почав нахилятись на борт. Спроби відкачати воду, підвести до берега не мали успіху. 22 грудня 1946 він раптово перекинувся й затонув за 250 м від берега. Під час відпливу видно його днище та гребні гвинти. У корпусі залишилась лише 1 башта, решта випали.

## Командири

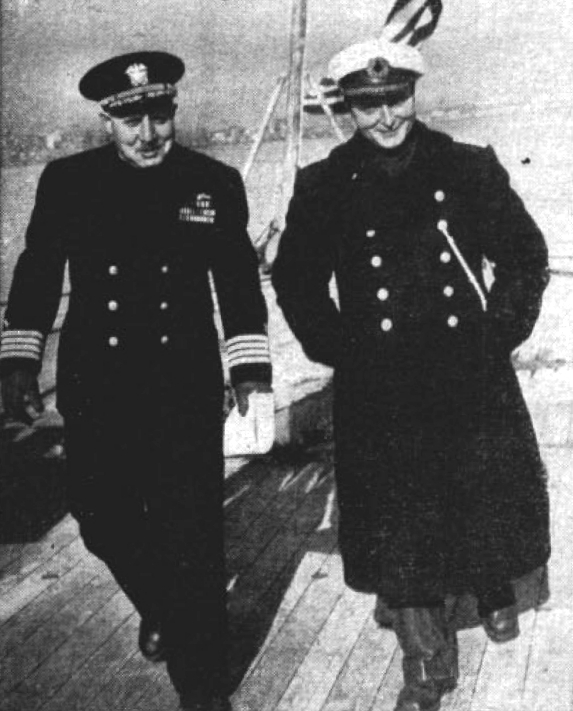
Останні командири крейсера — капітан Грауберт (ліворуч) і капітан-цур-зее Райніке (Філадельфія, лютий 1946).

- Капітан-цур-зее Гельмут Брінкманн (1 серпня 1940 — липень 1942)
- Корветтен-капітан Вільгельм Бек (липень-жовтень 1942) — виконувач обов'язків.
- Капітан-цур-зее Ганс-Еріх Фосс (жовтень 1942 — 14 березня 1943)
- Капітан-цур-зее Вернер Ергардт (15 березня 1943 — 4 січня 1944)
- Капітан-цур-зее Гансюрген Райніке (5 січня 1944 — травень 1945) — залишався на борту крейсера як німецький командир до 1 травня 1946 року.
- Капітан Артур Гаррісон Граубарт (травень 1945 — травень 1946)